# はさみ山遺跡
はさみ山遺跡（はさみやまいせき）または、はざみ山遺跡（はざみやまいせき）は、大阪府藤井寺市に所在する後期旧石器時代から近世にかけての複合遺跡。漢字表記は挟山（はさみやま/はざみやま）遺跡。奈良・平安時代を中心とする多くの遺構のほか、2万2000年前に遡る日本列島最古級の旧石器時代の竪穴建物跡が検出されたことでも知られる。

## 遺跡の立地
はさみ山遺跡（はざみ山遺跡）は、大阪府南東部の羽曳野丘陵の裾野に広がる段丘上に立地し、藤井寺市さくら町・藤井寺・野中・藤ケ丘一帯に広がっている。遺跡およびその周囲は、全体が緩やかな傾斜地となっており、国の史跡・古市古墳群が展開している。遺跡の範囲は、南北幅では、北は藤井寺市さくら町の公団住宅（現・サンヴァリエ藤井寺）付近から始まり、南は羽曳野市の墓山古墳付近におよぶ（南北約1.3キロメートル）。また東西幅では、西は岡ミサンザイ古墳と、6世紀～7世紀ごろに古市古墳群内を南北に掘られた運河ないし水路とみられる「古市大溝」に始まり、東は誉田御廟山古墳（応神天皇陵）の西側周濠付近におよぶ（東西約1.2キロメートル）。
この遺跡は1965年（昭和40年）の美陵ポンプ場建設計画に伴いその存在が認知され始め、その後1974年（昭和49年）の大阪外環状線建設に伴い正式に埋蔵文化財包蔵地「はざみ山遺跡」として周知された。以後、大阪府教育委員会や大阪府文化財センター、藤井寺市教育委員会による発掘調査が続けられ、奈良・平安時代を中心に旧石器時代から古墳時代・飛鳥時代・中世・近世に至る様々な時代の遺構や遺物が検出されてきた。

## 旧石器時代の建物跡（梨田地点）
1986年（昭和61年）の発掘調査では、後期旧石器時代（3万年 - 1万3000年前）の竪穴建物跡と見られる遺構が検出された。
建物跡は、深さ約0.3メートルの半地下式で、竪穴の内部には1.0 - 1.7メートルの間隔をおいて直径14 - 22センチメートルの柱穴（ピット）が7個あり、その外側には浅い溝がめぐらされていた。建物の範囲は、東西直径約6メートル、南北径5メートル、深さ0.3メートルに渡り、その形状は楕円形、柱は合計13本であったと推定されている。なお、柱穴は円をなして並び、各柱穴がその円の中心に向かって斜めに掘られており、これに木を差し込むと上方でその中心に集まる角度になっていた。すなわち、東西約6メートルの円錐状の竪穴建物が復元できる。遺物としては、約2万年前のナイフ形石器、翼状剥片、石核等が出土した。なお、沢をはさんだ建物の東側からは、長径2.7メートル×短径1.6メートルの楕円形土坑が見つかっており、これは土坑墓ではないかと推定されている。
日本列島の旧石器時代人の生活・居住の痕跡は、通常台地上の平場などにおいて、石器や剥片・礫などの石片が集中した領域（ブロック）が、複数で集合した「ブロック群（ユニットとも）」と呼ばれる遺構として検出される。ブロックは、人々が簡易な住まいを建て、その内外で石器製作や調理、物品の加工などの生活を行った痕跡と考えられている。
このことから当時の人々は、集団でテントのような簡易な住まいに居住し狩猟採集と移動を繰り返す「遊動生活」 をしており、長期定住的な集落を形成しなかったため、大きな柱穴（ピット）や地面への掘込みを伴う堅牢な建物（竪穴建物や平地建物）もあまり建築しなかったと考えられている。したがって、柱穴や掘り込みを伴うはさみ山遺跡の竪穴建物遺構は、この時代のものとしてきわめて稀少なものである。
なお、この旧石器時代建物および土坑の検出地点は、当時プロ野球の近鉄バファローズ捕手であった梨田昌孝が、自宅兼商業ビルとして建設していた建物の建設予定地であったため、大阪府教育委員会によって「はさみ山遺跡梨田地点」（はさみやまいせきなしだちてん）と命名された。
調査時に採取した旧石器時代建物跡の土層剥ぎ取り断面は、資料として大阪府立近つ飛鳥博物館に展示されている。

### 他の旧石器時代建物遺構の例
- 中本遺跡（北海道北見市）
- 上口A遺跡（北海道常呂郡端野町）
- 越中山遺跡A´地点（山形県鶴岡市）
- 荒屋遺跡（新潟県長岡市）
- 赤山遺跡（埼玉県川口市）
- 池花南遺跡（千葉県四街道市）
- ナキノ台遺跡（千葉県市原市）
- 上和田城山遺跡（神奈川県大和市）
- 田名向原遺跡（神奈川県相模原市）
- 小保戸遺跡（神奈川県相模原市）
- 南花田遺跡（大阪府堺市北区）
- 西ガガラ遺跡（広島県東広島市）
- 椎木山遺跡（福岡県北九州市）
- 下城遺跡（熊本県阿蘇郡小国町）
- 上場遺跡（鹿児島県出水市）

1998年（平成10年）時点の集成では、旧石器時代の建物跡、あるいはその可能性をもつ遺構（縄文時代草創期を除く）は、全国で27基あげられている。ナイフ形石器文化期に属するはさみ山遺跡・田名向原遺跡・小保戸遺跡・西ガガラ遺跡・椎木山遺跡の例以外は、後続する槍先形尖頭器文化期・細石刃文化期に属する。ただし、これらの中には建物跡と見なせるか疑問視されるものも含まれており、ほぼ確実に建物と考えられているものは、はさみ山遺跡や田名向原遺跡を含め10例程度しかないとされる。神奈川県相模原市の小保戸遺跡では、2007年（平成19年）～2009年（平成21年）の調査で2万3千年前の環状礫集中（ブロック）が検出され、建物跡と考えられている。

## 縄文時代 - 古墳時代
はさみ山遺跡には縄文時代および弥生時代の遺構・遺物は少ないが、古墳時代には巨大な前方後円墳がつくられた。はさみ山遺跡は、隣接する羽曳野市とともに古市古墳群と総称される大古墳群内の一画を占めている。特に、墳丘長103メートルのはざみ山古墳（はさみ山古墳とも）と墳丘長154メートルの野中宮山古墳は、それら全体がはさみ山遺跡の範囲内に収まるため、はさみ山遺跡の範囲は古代以降の集落形成に何らかの影響があったと考えられる。
はざみ山古墳は、前方部を東を向け、築造年代は5世紀中葉であると推定されているのに対し、野中宮山古墳は前方部が西を向き、5世紀前葉に造られたと考えられている。両古墳は、向きは逆であるものの互いにほぼ平行に並んでおり、被葬された人物の密接な関係を想定することができる。両古墳の周囲に広がるはさみ山遺跡からも円筒埴輪などの遺物が出土している。古墳時代中期の円筒埴輪の中には、後の飛鳥時代になって井戸枠や墓の棺（埴輪円筒棺）として転用されたものが見つかった。

## 飛鳥時代 - 室町時代
飛鳥時代中期の遺跡としてはさみ山遺跡で話題となったのは、2003年（平成15年）の藤井寺市さくら町の公団住宅（現・サンヴァリエ藤井寺）建て替えに伴う発掘調査で、46棟（調査段階）を超す掘立柱建物跡がまとまって検出されたことである。なかでも調査区南部でみつかった四面庇を持つ大型建物は注目に値する。
この大型建物は、床面積の広さばかりでなく、周辺にやや小規模な付属屋的建物や、倉庫と推定される総柱式の高床建物が配置されていたこと、さらに、その周りに塀とみられる柱列や小規模な濠と考えられる溝をめぐらせていることから、官衙関連施設か、あるいは豪族居館であった可能性が指摘されている。
奈良時代・平安時代にもはさみ山遺跡の地区では大規模集落が営まれ、当該期の遺構・遺物も多い。藤井寺の地名の由来となった遺跡北西の葛井寺は、その名の通り、この地を本拠とした葛井氏（白猪氏）の氏寺と考えられる。はさみ山遺跡からは多量の土師器・須恵器が出土しており、墨書されたものも多く、漆を容れた壺や坏も出土している。8世紀代の役人が着用した帯の金具も出土しており、官位を有する有力者もしくは役人の存在が想定される。はさみ山遺跡の地区から見つかる集落跡は鎌倉時代・室町時代のものまで続き、発掘調査では、掘立柱建物や倉庫、井戸、土地の区画や排水のための溝、水を溜めたりゴミを捨てるための穴などが見つかっている。
これらのことから、はざみ山古墳と野中宮山古墳は、古墳時代が終わると、周囲を集落に取り囲まれるような状況になっていたことがわかる。特に、掘立柱建物が古墳のすぐそばまで建てられるようにもなった。これは、古墳時代とそれ以降の時代の人々の、古墳に対する考え方の変化を反映していると指摘される。この考え方の変化は、新たな社会秩序の形成に由来するものと考えられている。